# Chu Coching

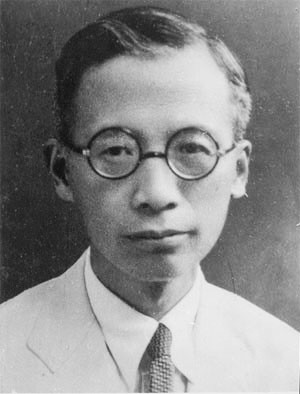
Zhu Kezhen

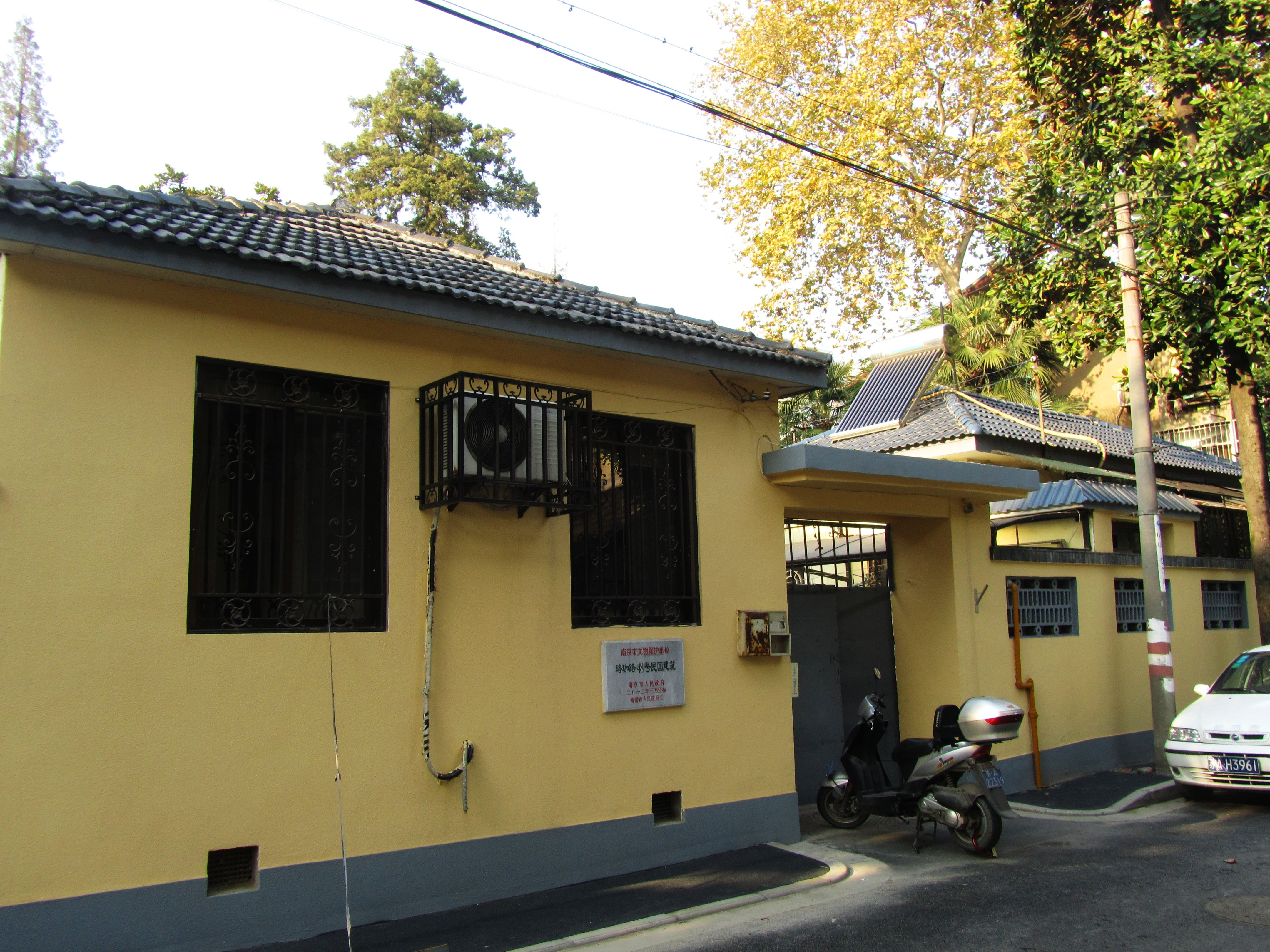
Die ehemalige Residenz von Coching Chu in Nanjing.

Coching Chu (chinesisch 竺可楨, Pinyin Zhú Kězhēn, W.-G. Chu K'o-chen; geb. 7. März 1890; gest. 7. Februar 1974, auch: Zhu Kezhen) war ein chinesischer Geologe und Meteorologe.

## Leben
Zhu Kezhen wurde in Shangyu, Zhejiang, geboren. Er erhielt seine Schulbildung an der Tangshan School of Rail and Mining in Shanghai. Nachdem er das Boxer Indemnity Scholarship erhalten hatte, ging er 1910 für sein College-Studium in Vereinigten Staaten. Er graduierte 1913 am College of Agriculture, der University of Illinois. Er studierte dort unter Robert DeCourcy Ward an der Harvard University und erhielt seinen Ph.D. in Meteorologie 1918.
Von 1920 bis 1929 war er Vorsitzender des Department of Meteorology der Nanjing University (früher: Nanking Higher Normal School, National Southeastern University, National Central University).
Von 1929 bis 1936 diente er als Direktor des Chinese Institute of Meteorology der Academia Sinica, welche damals noch ihren Sitz auf dem chinesischen Festland hatte. Die Academia Sinica wurde später der Vorgänger der Chinesischen Akademie der Wissenschaften der Volksrepublik China auf dem chinesischen Festland und der Academia Sinica der Republik China auf Taiwan.
Von 1936 bis 1949 war er Präsident der National Chekiang University (heute: Zhejiang-Universität) und machte die Institution zu einer der renommiertesten Universitäten Chinas. Während dieser Zeit schickte er Manuskripte zur Geschichte der chinesischen Wissenschaft an Joseph Needham nach England.
Im Jahr 1949 wurde er zum Vizepräsidenten der Chinesischen Akademie der Wissenschaften ernannt.

## Werke
- Some Chinese Contributions to Meteorology. Geographical Review: Vol. 5, No. 2., Februar 1918: S. 136–139.
- A New Classification of Typhoons of the Far East. Monthly Weather Review: Vol. 52, No. 12., Dezember 1924: S. 570–579.
- The Place of Origin and Recurvature of Typhoons. Monthly Weather Review. Vol. 53, No. 1, Januar 1925: S. 1–5.
- The Complete Works of Coching Chu. Shanghai Scientific & Technological Education Publishing House